# Hipoteza size-efficiency
Hipoteza size-efficiency (SEH; hipoteza „rozmiary-wydajność”) – hipoteza ekologiczno-ewolucyjna, według której wydajność procesu zdobywania pokarmu i zdolności do konkurencji międzyosobniczej czy międzygatunkowej (dostosowanie) zależą od wielkości ciała osobników.

## Tło: jak doszło do sformułowania hipotezy
W pierwszej połowie lat 60. XX wieku kilku naukowców, zajmujących się badaniem zooplanktonu i relacji pomiędzy składem tej gildii a rybami planktonożernymi zauważyło, że w jeziorach z silną obsadą ryb zooplankton był zdominowany przez gatunki o małych wymiarach ciała (takich jak np. Bosmina, Ceriodaphnia, Cyclops, wrotki), natomiast gdy ryby planktonożerne były nieliczne lub nie było ich wcale, w zooplanktonie dominowały gatunki o dużych wymiarach ciała (takie jak np. Daphnia, Mesocyclops, Epischura). Brooks i Dodson stwierdzili, że introdukcja ryb (alozy tęczowej, Alosa pseudoharengus) do jeziora Crystal Lake, w którym ich uprzednio nie było, i selektywne wyżeranie przez nie przedstawicieli zooplanktonu o dużych wymiarach ciała, jest odpowiedzialne za zmiany składu gatunkowego zooplanktonu i zmniejszenie wielkości osobników zooplanktonu zasiedlających pelagial: wartość modalna wielkości osobników zooplanktonu w czasie, gdy aloza była nieobecna w jeziorze, wynosiła 0,785 mm, zaś po introdukcji alozy – 0,285 mm. Uznali w związku z tym, że ryby planktonożerne mogą aktywnie wybierać, którymi formami (gatunkami), będą się odżywiać, i to w taki sposób, by zmaksymalizować ilość energii uzyskanej w trakcie polowania (bardziej będzie im się opłacać schwytanie mniejszej liczby osobników zooplanktonu o dużych wymiarach ciała, niż równoważnej pod względem masy, większej liczby małych osobników). Wnioski te zostały potwierdzone przez podobne badania w innych jeziorach i w badaniach wybiórczości pokarmowej ryb, i są podstawą teorii optymalnego żerowania.
Brooksa i Dodsona zastanowiło ponadto co innego: dlaczego duże formy zooplanktonu dominują nad małymi, gdy nie ma presji zooplanktonożernych ryb? Jaki jest mechanizm, który powoduje, że duże formy zooplanktonowych roślinożerców są silniejsze konkurencyjnie niż małe?.
Badacze zauważyli, że w większości, roślinożerny zooplankton (zarówno formy małe jak i duże) odżywia się poprzez filtrację mikroskopijnych cząstek pokarmu zawieszonych w wodzie. Założyli w związku z tym, że osobniki o mniejszych wymiarach ciała będą mniej efektywne w pozyskiwaniu pokarmu – odfiltrowywaniu cząstek sestonu z wody, niż duże osobniki, ponieważ powierzchnia ich aparatu filtracyjnego jest proporcjonalnie mniejsza (powierzchnia aparatu filtracyjnego rośnie z kwadratem wymiarów liniowych ciała). Przypuszczali także, że do przewagi większych osobników przyczynia się to, że dzięki relatywnie mniejszym nakładom metabolicznym, więcej energii pozyskanej w asymilacji pokarmu może być przeznaczone na produkcję potomstwa. Dodatkowo uważali, że dla większych osobników mogą być dostępne większe cząstki niż dla małych.

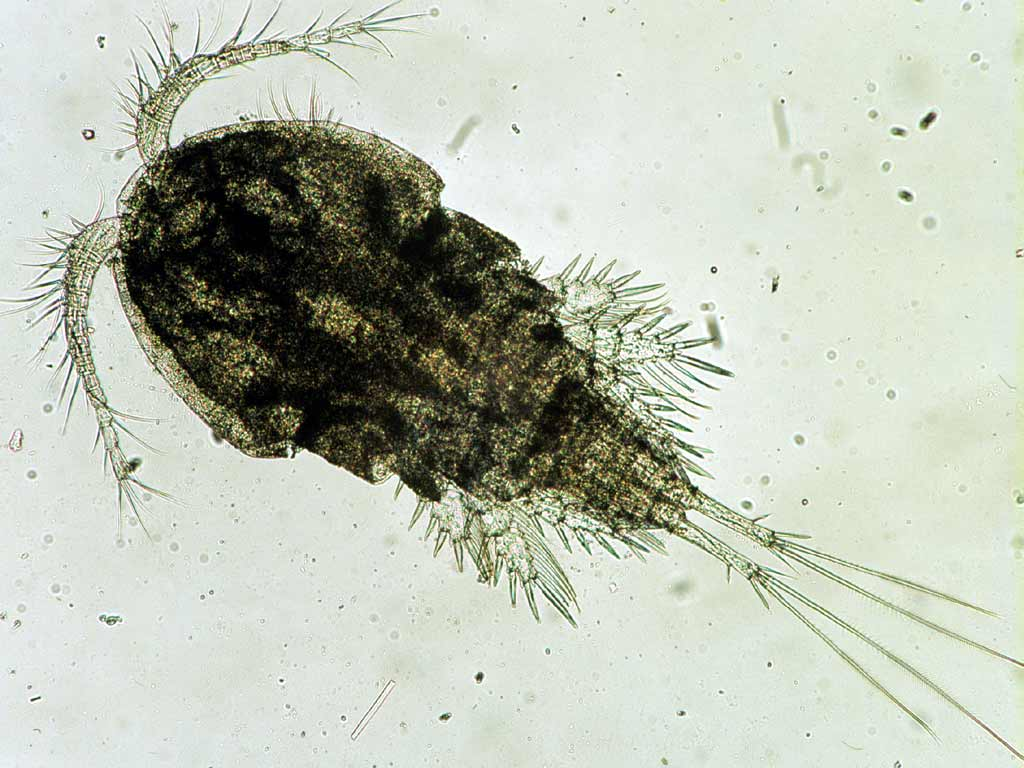
Typowy przedstawiciel niewielkich gatunków zooplanktonu: oczlik
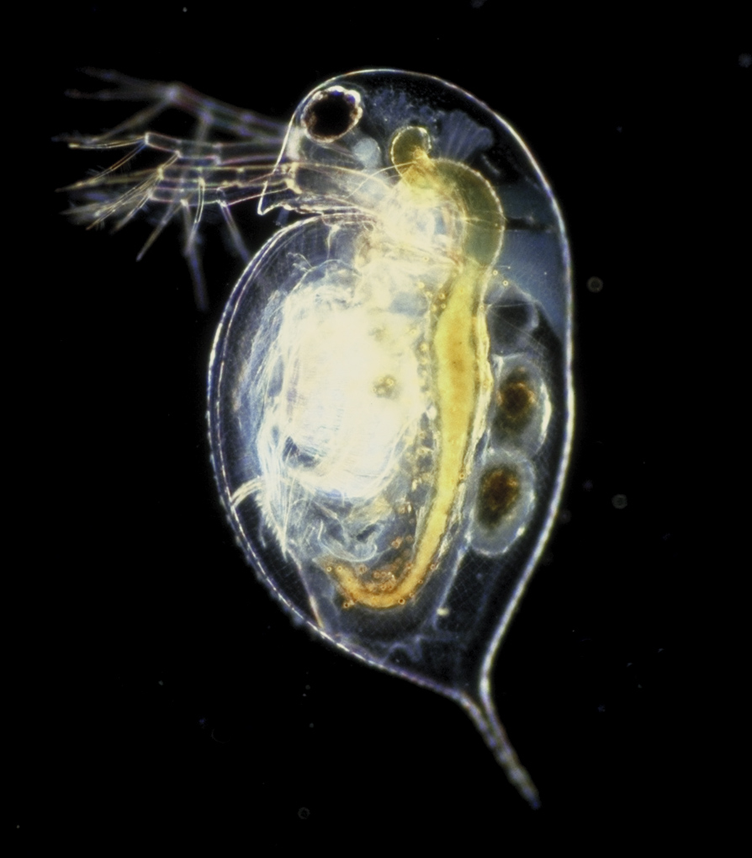
Typowy przedstawiciel dużych roślinożerców zooplanktonowych: rozwielitka
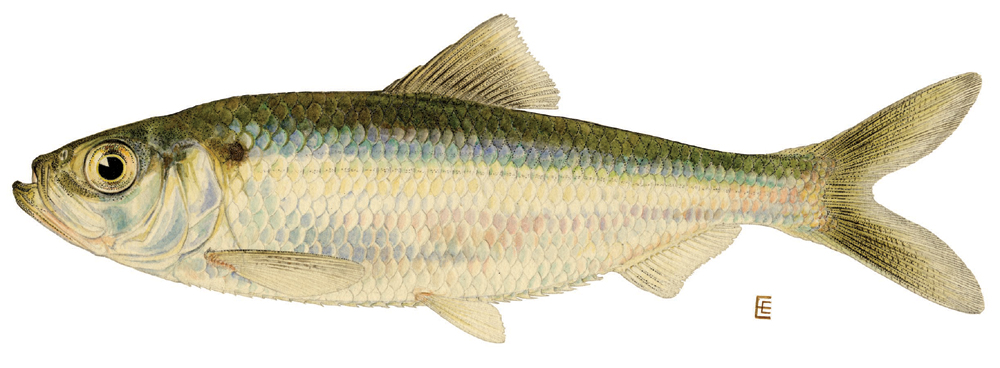
Aloza tęczowa – ryba planktonożerna, która po introdukcji do Crystal Lake zdziesiątkowała występujące tam duże formy zooplanktonu

## Hipoteza
Brooks i Dodson uznali, że obserwowany w warunkach naturalnych skład zooplanktonu będzie wynikiem działania konkurencji i drapieżnictwa, ponieważ:
1. ) przedstawiciele zooplanktonowych roślinożernych filtratorów konkurują o pokarm
2. ) osobniki większe są skuteczniejsze od małych w odfiltrowywaniu cząstek pokarmu
3. ) w sytuacji, gdy presja ze strony ryb planktonożernych jest mała (lub jej brak), zooplankton jest zdominowany przez duże osobniki (gatunki) zooplanktonu
4. ) w warunkach silnej presji ryb planktonożernych duże formy zooplanktonu ulegają eliminacji przez ryby, i w rezultacie w zooplanktonie dominują małe osobniki (gatunki)
5. ) przy umiarkowanej presji ze strony ryb planktonożernych istnieje możliwość koegzystencji gatunków zooplanktonu o dużych i małych rozmiarach ciała. Będzie to wynikać z tego, że duże osobniki są bardziej narażone na upolowanie przez ryby niż małe, w związku z tym liczebność ich populacji będzie utrzymywane na poziomie na tyle niskim, by nie wyeksploatowały zasobów pokarmowych w stopniu uniemożliwiającym egzystencję gatunków zooplanktonu o małych rozmiarach ciała.

## Testowanie hipotezy
Hipoteza postawiona przez Brooksa i Dodsona generuje wiele przewidywań, które można zweryfikować czy to w warunkach eksperymentalnych, czy też w badaniach terenowych. Udało się stwierdzić, że duże zwierzęta – w tym planktonowi roślinożercy, nie tylko zużywają mniej energii na jednostkę masy niż małe, ale także są wydajniejsze pod względem pobierania i asymilacji pokarmu:
- Wielkość powierzchni filtracyjnych rzeczywiście zwiększa się proporcjonalnie do kwadratu długości ciała u wioślarek planktonowych[7], a tempo odfiltrowywania zawiesiny glonów z wody zwiększa się proporcjonalnie do sześcianu długości ciała zooplanktonowych filtratorów[8][9].
- Ponadto progowe koncentracje pokarmu (taka koncentracja pokarmu, powyżej której organizm jest w stanie osiągnąć dodatnie osobnicze tempo wzrostu) dla roślinożernych wioślarek planktonowych o dużej wielkości ciała okazały się być niższe, niż dla małych. Oznacza to, że wskutek żerowania dużych wioślarek koncentracja pokarmu w środowisku może ulec redukcji do takiego poziomu, że osobniki gatunków o małych wymiarach umrą z głodu[10].
- Duże organizmy zooplanktonowe okazały się też być bardziej wytrzymałe na głodowanie niż małe[11][12] – co oznacza, że w warunkach niedoboru pokarmu lub fluktuacji jego ilości będą miały konkurencyjna przewagę nad mniejszymi od nich[13].
- Przewidywania dotyczące wybiórczości pokarmowej ryb zostały potwierdzone przez podobne badania w innych jeziorach i w badaniach porównawczych składu zooplanktonu i treści przewodów pokarmowych ryb oraz mechanizmów żerowania ryb planktonożernych - są podstawą teorii optymalnego żerowania[3].

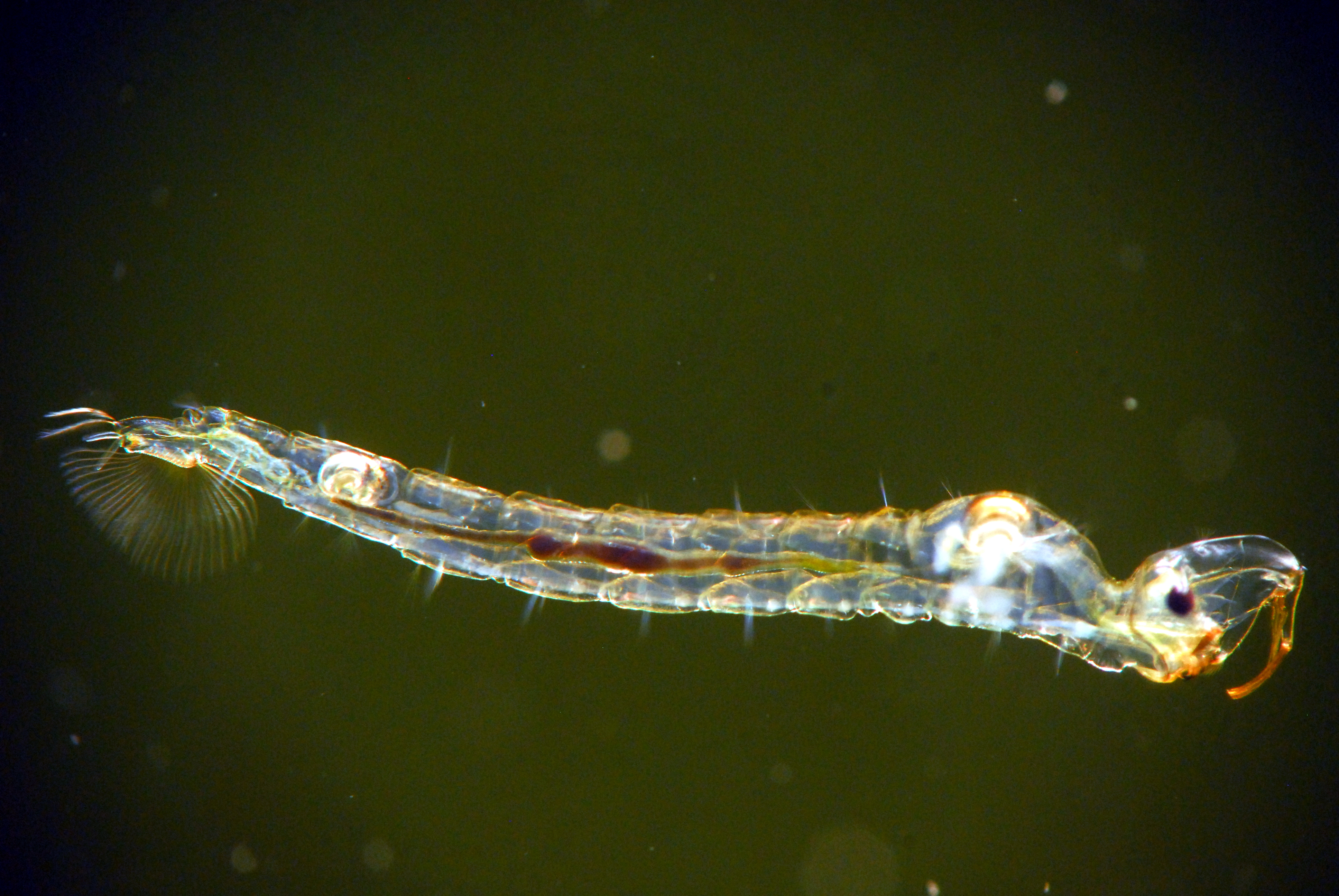
Larwy wodzienia są groźnymi drapieżnikami zooplanktonowymi. Presja z ich strony powoduje, że w populacjach planktonowych ofiar obserwowane jest zwiększanie wymiarów ciała

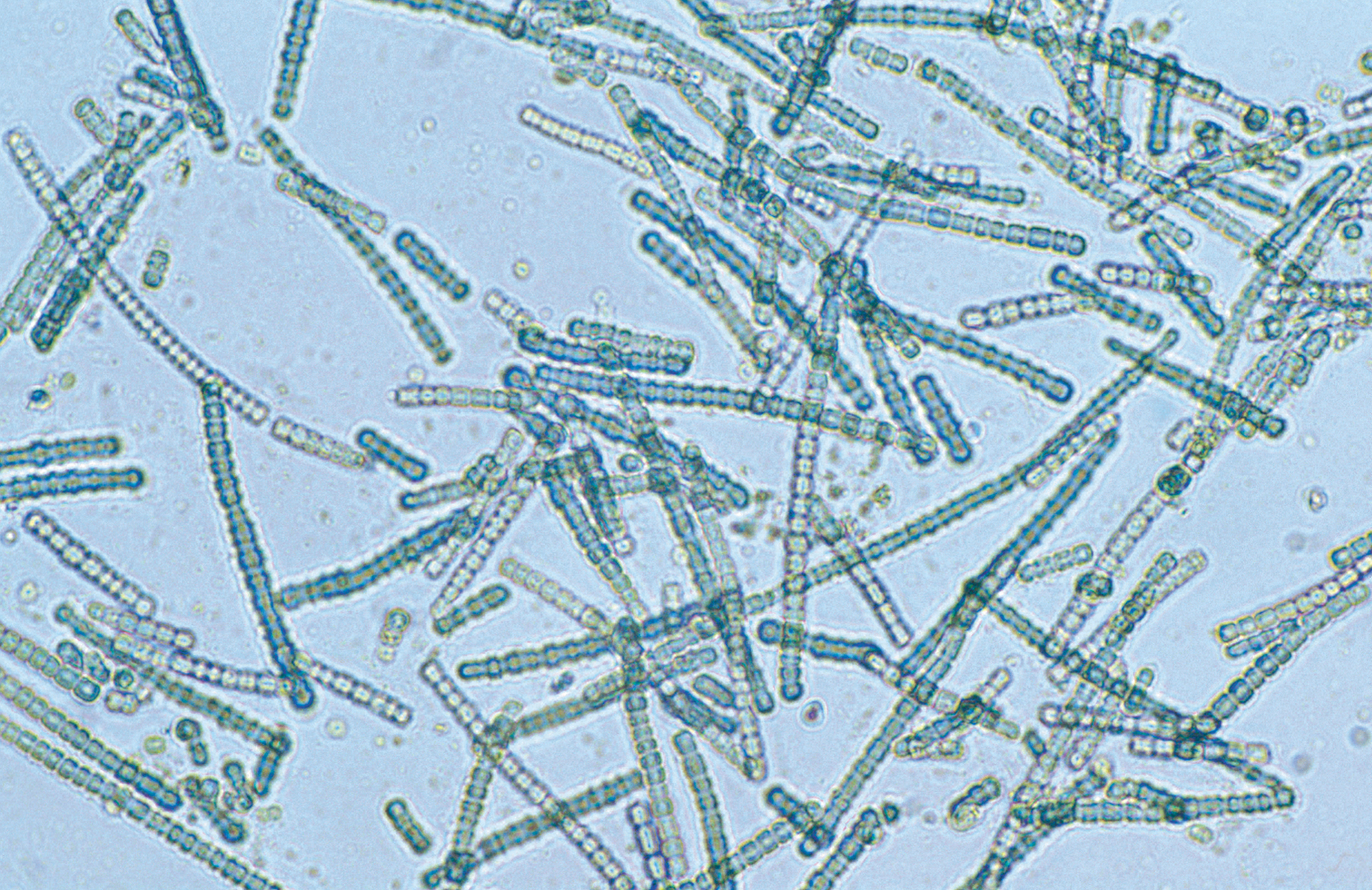
W obecności kolonijnych cyjanobakterii, takich jak te należące do rodzaju Cylindrospermum, małe wioślarki zyskują przewagę konkurencyjną nad dużymi wioślarkami, ponieważ są mniej wrażliwe na zatykanie aparatów filtracyjnych przez filamenty cyjanobakterii

Nie zawsze jednak rzeczywistość okazała się być tak prosta, jak wynikałoby to z przewidywań hipotezy SEH. Okazało się, że zwiększenie wymiarów ciała zooplanktonowych roślinożerców w bezrybnych zbiornikach wodnych może wynikać nie tylko z konkurencji o pokarm, ale także z presji drapieżników bezkręgowych (np. larw wodzienia Chaoborus), selektywnie żerujących na osobnikach zooplanktonowych roślinożerców o małych wymiarach ciała. Istnieją ponadto wyjątki od przewidywań hipotezy. Na przykład, pomimo tego, że SEH dobrze opisuje zależność wielkości ciała i efektywności dla wioślarek planktonowych, to jednak nie sprawdza się w przypadku wrotków, u których to gatunki o małych wymiarach ciała są bardziej wydajne (mają niższe progowe koncentracje pokarmu) niż gatunki o większych wymiarach ciała. W pewnych warunkach ponadto, gdy w środowisku są obecne kolonijne formy fitoplanktonu (takie jak nitkowate cyjanobakterie), mogą one powodować zatykanie aparatów filtracyjnych zooplanktonowych spasaczy, a wioślarki o większych wymiarach ciała są bardziej narażone na tę interferencję. W rezultacie w tych warunkach progowe koncentracje pokarmu są dla osobników i gatunków wioślarek o dużych wymiarach ciała większe niż dla małych – co oznacza, że wtedy to małe gatunki są lepszymi konkurentami.
SEH jest dość dobrze potwierdzona w zespołach planktonowych. W przypadku zwierząt lądowych również zauważane są przykłady ją wspierające, przy czym są znane przykłady przeciwne.

## Znaczenie
Hipoteza size-efficiency jest jednym z paradygmatów ekologii. W ekologii planktonu leży ona u podstaw modelu sezonowej sukcesji planktonu w pelagialu jezior, sformułowanym przez Plankton Ecology Group. Przewidywania SEH leżą u podstaw rekultywacji zbiorników wodnych metodą biomanipulacji.